# Josef Schulz
Josef Schulz (11. dubna 1840 Praha-Malá Strana – 15. července 1917 Špindlerův Mlýn) byl český architekt, pedagog, designér a restaurátor.

## Život a studia
Pocházel z významné a bohaté rodiny pražského obchodníka Jana Schulze, původem z obce Hrdlív na zlonickém panství.
Vystudoval architekturu nejprve na polytechnice v Praze (1857–1861), odkud přešel roku 1861 na Akademii výtvarných umění ve Vídni, do ateliéru architektů Eduarda van der Nülla a Augusta Sicarda von Sicardsburg, kde absolvoval roku 1865. Ještě před ukončením studia nastoupil na pražské technice na léta 1864–1868 jako asistent architekta Josefa Zítka. Studia zakončil dvouletou studijní cestou po Itálii v letech 1868–1870.
Po návratu do vlasti od roku 1871 působil v Praze jako úspěšný samostatný architekt a majitel realit. Byl spolumajitelem hradčanského domu čp. 154/IV na Pohořelci, ale bydlel na Starém Městě, v domě čp. 1004/I na Betlémském náměstí. Dlouho se věnoval jen své práci, za hospodyni měl svou ovdovělou sestru Antonii (*1846).
Je pohřben v Praze na Vyšehradě.

## Pedagog
Od roku 1874 učil v Praze v Odborné pokračovací škole pro zlatníky. Vytvořil četné návrhy šperků a galanterie, které žáci prováděli.
Roku 1878 byl jmenován řádným profesorem na České technice v Praze, členem Královské České akademie nauk císaře Františka Josefa I. Některá témata ze svých přednášek publikoval jako odborné stati v českých i německých časopisech, například v Architektonickém obzoru.

## Dílo

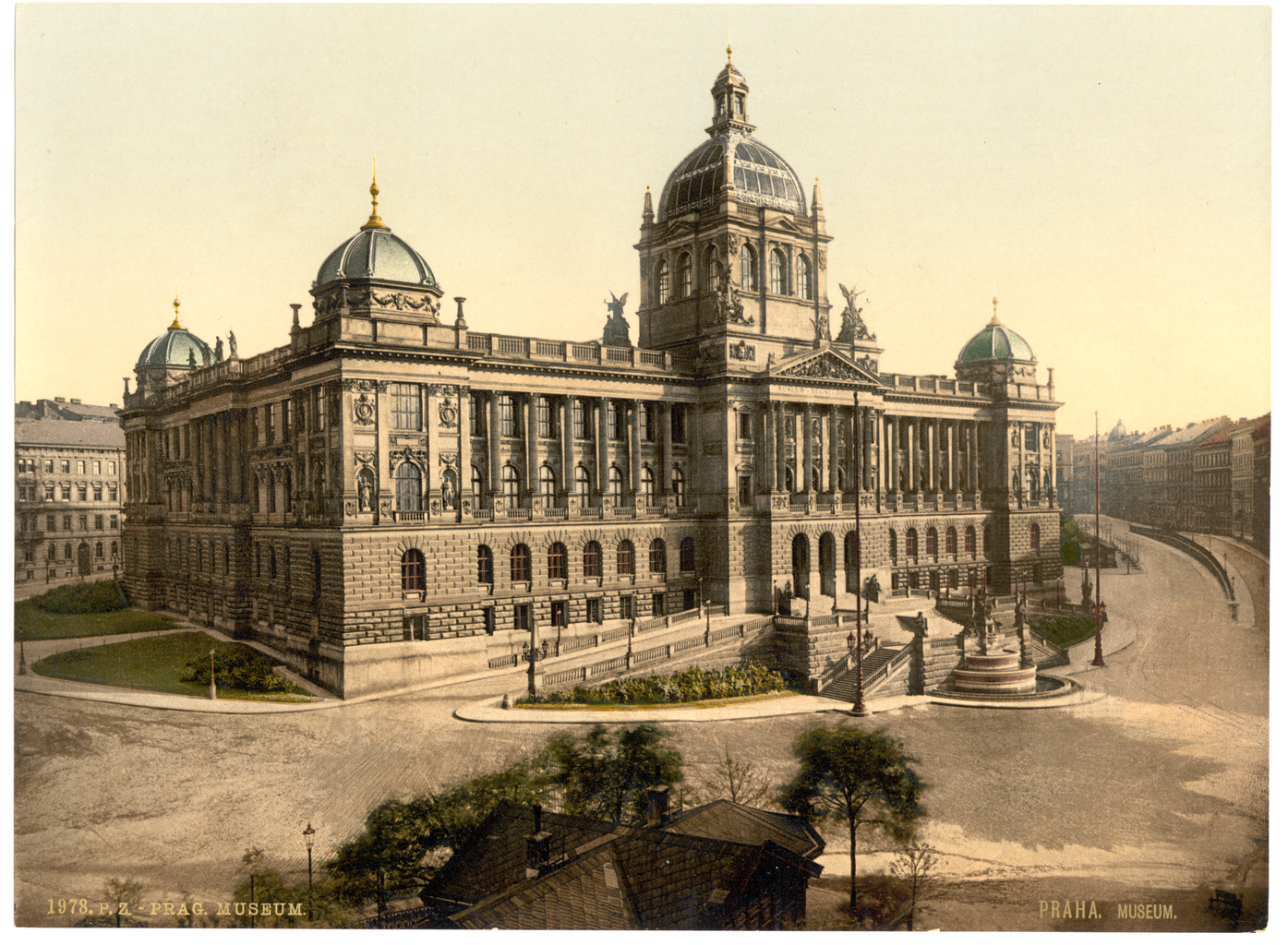
Budova Národního muzea v Praze

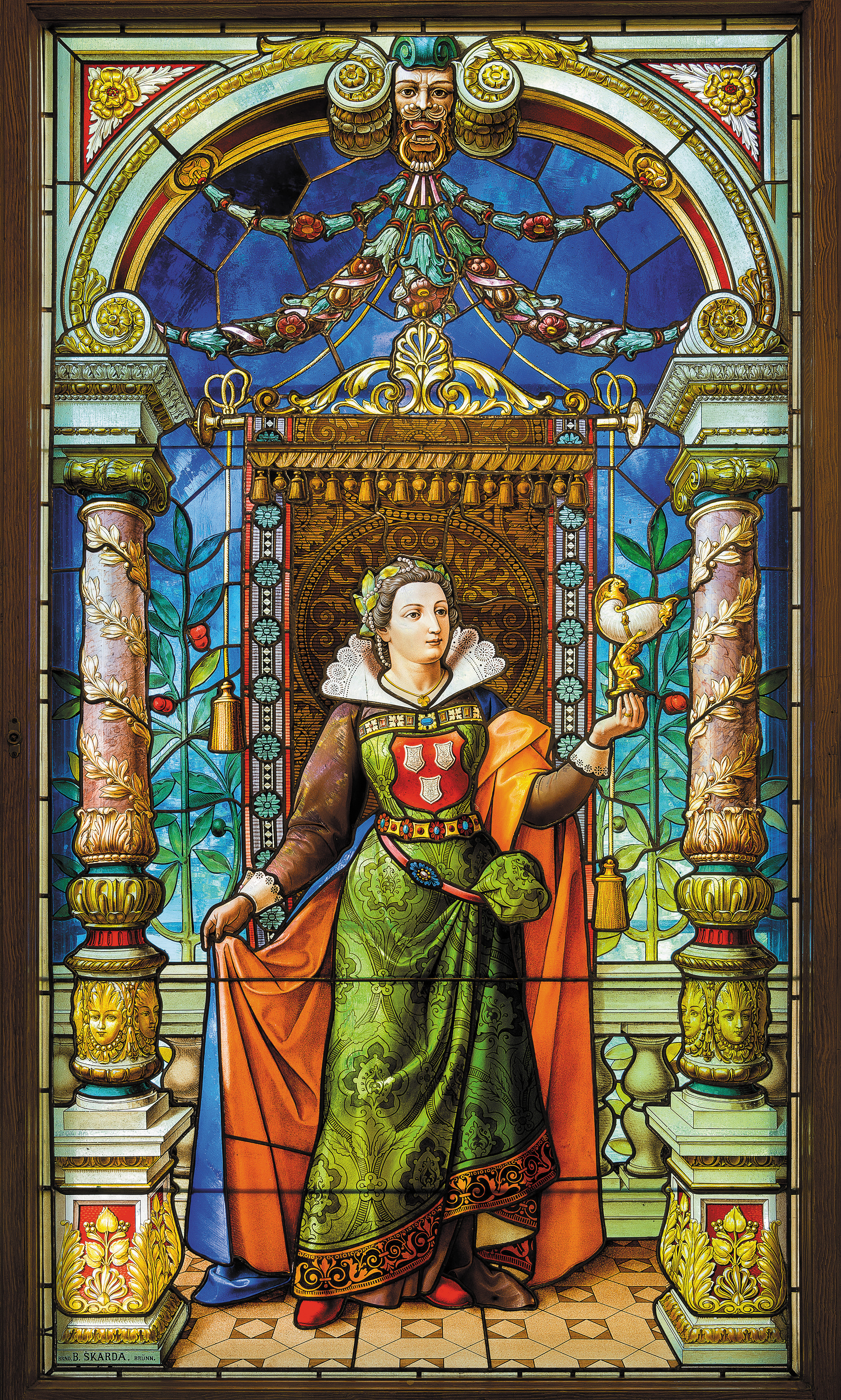
Josef Schulz, Vitraj, podesta, Uměleckoprůmyslové museum v Praze

Schulzovy stavby se vyznačují konstrukční strohostí, technickou přesností, renesanční rovnováhou proporcí, ale také uměřeným a krásným plastickým dekorem.
Projektoval architekturu jako Gesamtkunstwerk, nejen stavbu, ale i celou její architektonickou výzdobu a vybavení interiérů včetně nábytku, svítidel, kování atp. Zdrojem inspirace mu byla především italská a česká renesance, romantismus a historismus.
Talent pro dekorativní umění projevil již jako profesor odborného kreslení Pokračovací školy pro zlatníky a příbuzná řemesla v Praze; byl autorem tamních žákovských předloh šperků a nádobí, které se dochovaly. Dále navrhoval sklo pro pražského rafinéra a obchodníka V. Hoffmanna, kované mříže a nábytek pro své stavby.

### Fotograf

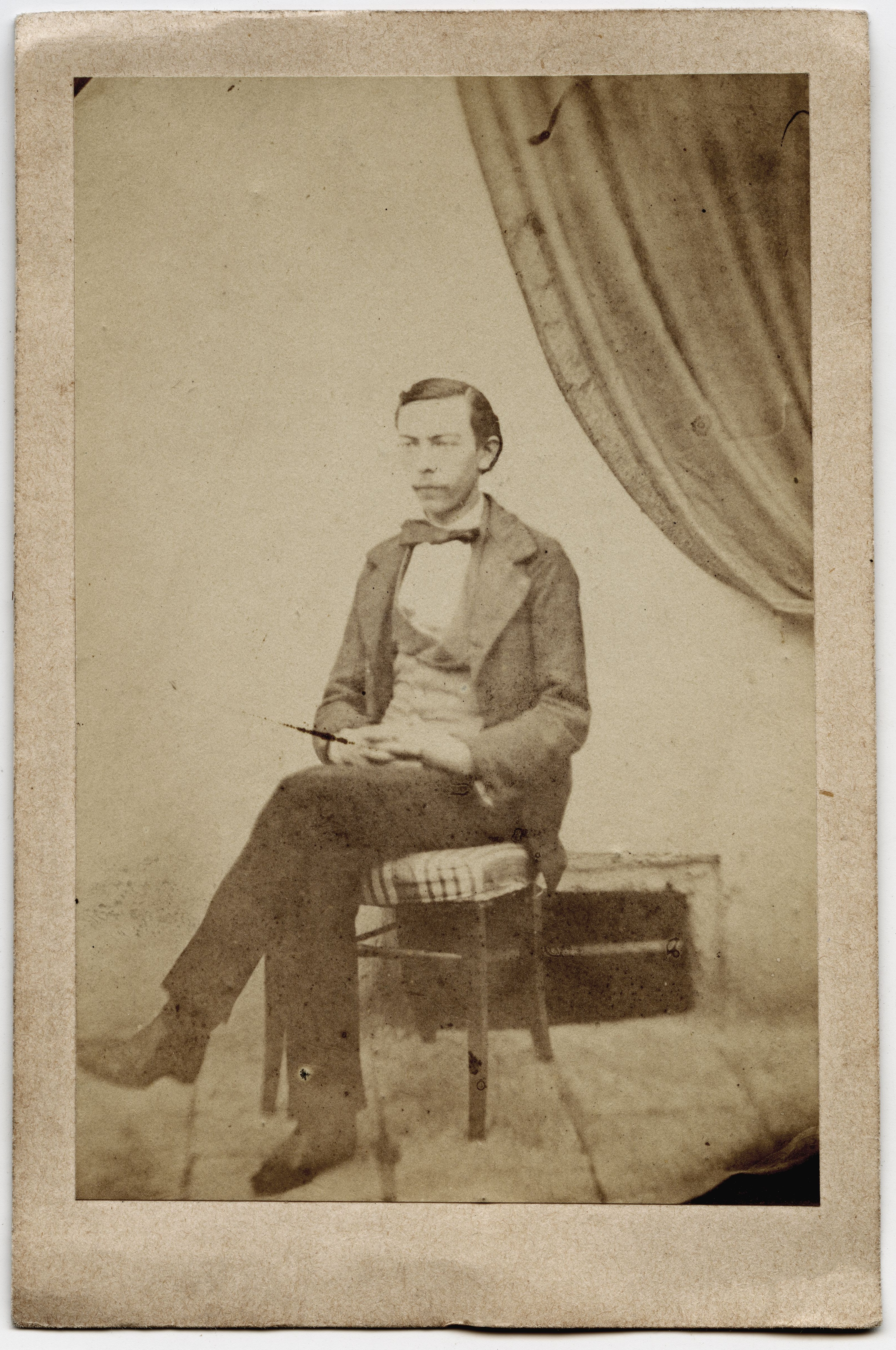
Josef Schulz: Autoportrét, 1860

Josef Schulz byl také zdatným amatérským fotografem. Fotografovat začal během studií na pražské polytechnice. Jeho nejstarší dochované fotografie, provedené mokrým koloidovým procesem, zobrazují členy jeho rodiny (rodiče, sestry, sestřenice) a pocházejí z let 1860-1861. Dalšími fotografiemi z tohoto období jsou pohledy z okna bytu na Pohořelci, kde rodina žila.
Po dokončení studií ve Vídni pořídil v roce 1865 sérii fotografií Královského letohrádku na Pražském hradě. Ukázky těchto fotografií zaslal svému příteli a spolužákovi Oskaru Laskemu do Vídně. Příznivý ohlas pak vedl k tomu, že bylo v roce 1866 vydáno album devatenácti originálních fotografií Königliches Lustschloss Belvedere in Prag. Dochovná část tohoto souboru včetně několika negativních skleněných desek je uložena v Ústavu dějin umění AV ČR.
Josef Schulz rovněž sbíral fotografie architektury od předních fotografů (Andreas Groll, Frères Bisson, Carlo Naya a další). Fotografii využíval i při své práci architekta. Podrobně je fotografem Jindřichem Eckertem například zdokumentována stavba Rudolfina a to od fotografie modelu stavby přes postupné fáze výstavby až po fotografie dokončené stavby.

## Projekty staveb
- 1875 – Dům Společenstva pražských stavitelů čp. 915/I s hospodou Na zednické, Kozí 7, Praha-Staré Město
- 1881–1883 - rekonstrukce a dostavba požárem zničené Zítkovy stavby Národního divadla v Praze.
- 1883 Spolu s Josefem Zítkem vyhrál soutěž na stavbu Rudolfina v Praze, které bylo otevřeno roku 1885.
- 1896 Uměleckoprůmyslové museum v Praze, vystavěno v letech 1898 až 1901; inspiroval se vzorem francouzské renesance, orleánského křídla zámku v Blois.
- 1883 návrh stavby Národního muzea, upřednostnil reprezentační hledisko "Chrámu umění" před funkčností (stavba z let 1885–1891). Na monumentální sochařské a štukové výzdobě svých staveb rád spolupracoval se sochařem Bohuslavem Schnirchem. Spolupracoval i s kolegy architekty, jimž navrhoval výzdobu interiérů, např. s Antonínem Barvitiem (Gröbova vila, Lannova vila).

Podle vlastních projektů stavěl také rodinné vily, např. v Podmoklech (dnes Děčín IV), nebo ve Dvoře Králové.

## Rekonstrukce staveb

### Praha
- úprava Sovových mlýnů na Kampě (1867)
- obnovil sgrafita Schwarzenberského paláce v Praze na Hradčanech,
- Jechenthalovy domy na Smíchově (1873–1879),
- kostel P. Marie na Strahově
- Valdštejnský palác a Buquoyský palác na Malé Straně

### mimo Prahu
- zámky Hrubá Skála, Stránov či Vrchlabí,
- kostely ve Vliněvsi, Uherském Hradišti, Horním Maršově (1894-1901)
- hrobka Buquoyů v Nových Hradech.

## Výstavy
- Architekt a fotografie. Jeden z příběhů Josefa Schulze, Window Gallery, ÚDU AV ČR (Husova 4, Praha 1), 28. březen – 22. září 2024, kurátorka:  Petra Trnková.[6][11]

## Pozůstalost
Plány jeho staveb, kresby a realizace dekorativních prvků architektury jsou uloženy jednak v Archivu Národního technického muzea v Praze, v Uměleckoprůmyslovém museu v Praze, konvolut prováděcích výkresů budovy Národního muzea je uložen v Národním muzeu.

## Ocenění díla
- Roku 1900 bylo jeho dílo oceněno bronzovou medailí na Světové výstavě v Paříži.
- V roce 1911 mu byl udělen čestný titul doktora technických věd (Dr.h.c.) Českého vysokého učení technického v Praze [12].

## Portréty
- Kresba (a litografie) Jana Vilímka, Praha 1883
- Fotografie z ateliéru Langhans, Praha
- Protějškové portréty Josefa Schulze a jeho ženy Anny, olejomalba na plátně
- Bronzová busta, Emanuel Hallmann